# Annihilus
Annihilus, detto anche la "Morte che cammina", o Annichilus nella serie animata del 2006 è un personaggio dei fumetti creato da Stan Lee (testi) e Jack Kirby (disegni), pubblicato dalla Marvel Comics. Storico nemico dei Fantastici Quattro, la sua prima apparizione avviene in The Fantastic Four Annual (vol. 1) n. 6 (1968).

## Biografia
L'essere conosciuto come Annihilus deve la sua origine a un incidente capitato a una navetta esplorativa dei Tyrannian, precipitata sul pianeta Arthros nella Zona Negativa. L'equipaggio aveva il compito di esplorare i mondi della Zona Negativa e compiere degli esperimenti per testare le probabilità della nascita e dello sviluppo della vita su questi pianeti. I batteri che utilizzavano nelle loro ricerche furono rilasciati dopo l'incidente e secoli dopo, uno di essi si sviluppò in una forma di vita intelligente ma molto debole. Fortunatamente la creatura riuscì a utilizzare la tecnologia della navicella tyranniana per sopravvivere costruendosi un esoscheletro e una barra di controllo cosmico. Presto la creatura iniziò a essere ossessionata dall'idea della sopravvivenza e della morte, così decise di eliminare tutti coloro che potessero rappresentare una minaccia per lui. Guidato da questo desiderio maniacale la creatura che si era ribattezzata Annihilus conquistò dapprima il pianeta Arthros e in seguito altri pianeti della Zona Negativa, anche grazie all'invenzione e all'utilizzo degli Scavengers.
Presto Annihilus incontrò i primi rappresentanti terrestri che si erano avventurati nella Zona Negativa, i Fantastici Quattro che si erano addentrati nel suo dominio per trovare un aiuto che potesse curare i problemi di gravidanza della Donna Invisibile. Gli eroi riuscirono a sconfiggere il tiranno con un semplice stratagemma che si rivelò utile anche in seguito: rubare la sua barra di controllo cosmico da cui Annihilus trae potere. Prima di fare ritorno sulla Terra gliela restituirono. In seguito Annihilus tentò di espandere il suo dominio al di fuori della Zona Negativa cercando di invadere il Microverso, grazie all'invio delle sue truppe di insetti e agli Scavengers. La vittoria sembrava certa quando però fu sconfitto da Psycho-Man.
In seguito Annihilus chiese l'aiuto dei Fantastici Quattro quando il Dottor Destino gli rubò la sua barra di controllo cosmico per i propri piani. Il quartetto dovette accettare l'alleanza poiché Annihilus aveva rapito Rick Jones. Ma i frequenti contatti con la razza umana fecero nascere in Annihilus il desiderio di conquistare l'universo da cui provenivano. Provò così più di una volta a entrare nella nostra dimensione ma fu sconfitto prima dai Vendicatori e poi dai Fantastici Quattro che erano stati imprigionati nella Zona Negativa poiché l'obiettivo di Annihilus erano i poteri di Franklin Richards.
Ritornato nei suoi domini, Annihilus, si portò dietro l'androide del Pensatore Pazzo per utilizzarlo per i propri scopi, ma quando questi riuscì a riprendere il controllo della sua creatura gli ordinò di portargli la barra di controllo cosmico. Nello stesso periodo Reed Richards era stato imprigionato nella Zona Negativa da un suo doppio malvagio proveniente egli stesso da questa dimensione, il Bruto. Annihilus fece un patto con Richards che ottenne i mezzi per tornare a casa in cambio della restituzione della barra.
Riottenuta per l'ennesima volta la sua arma Annihilus iniziò ad allearsi con un altro abitante della Zona Negativa, Blastaar un signore della guerra locale. Assieme a lui progettò la conquista della dimensione dove aveva sede il pianeta Terra, anche grazie all'utilizzo del Super-Adattoide, ma i loro piani furono fermati dai Vendicatori e dalla Cosa. Durante la battaglia Annihilus uccise la compagna di Blastaar che per vendicarsi gli sottrasse la sua preziosa barra di controllo cosmico. Disperato e in fin di vita il tiranno tentò il tutto per tutto assaltando la sede dei Fantastici Quattro, rapendo Franklin Richards per sottrargli i suoi poteri. Ma anche in questo caso fu sconfitto e rispedito nella Zona Negativa dove finì al servizio del suo avversario Blastaar. La sua prigionia non durò a lungo poiché i Fantastici Quattro sconfissero Blastaar e Annihilus riottenne la sua barra.
Quando Asgard entrò nella Zona Negativa, Annihilus temette un'invasione e attaccò la città degli dei, solamente per essere sconfitto da Odino, ma quando questi entrò nel cosiddetto “sonno di Odino”, Annihilus ne trafugò il corpo ma fu sconfitto dagli dei scandinavi. Annihilus non era l'unico che ambiva ad essere il sovrano della Zona Negativa e ben presto il Bruto tentò di deporre Annihilus, che lo sconfisse con l'aiuto dei Fantastici Quattro, in seguito Syphonn avendo creato un modo per raggiungere l'universo della Terra chiese a Blastaar e Annihilus di allearsi con lui, solamente per poi scoprire l'intenzione di volerli tradire. Sconfitto Syphonn, Annihilus rimase nella Zona Negativa.
Bloccati nel regno di Annihilus durante un'esplorazione, i Fantastici Quattro rubarono la barra del controllo cosmico per poter riparare la loro navetta danneggiata, lo stesso fecero in seguito gli Esploratori N che avevano intenzione di saccheggiare la Zona Negativa. In quest'occasione Annihilus fu ucciso da Hellscout, ma il suo corpo rilasciò un uovo con all'interno un clone in forma larvale. Durante il periodo di stasi e di incubazione il suo regno si frantumò. Lo shock gli provocò un'amnesia ed egli assunse un'identità umanoide utilizzando il nome di Ahmyor, per sfuggire alla caccia che gli dava Blastaar. L'intervento della mutante Blink l'aiutò a riappropriarsi dei suoi ricordi e a riconquistare il suo regno.
Recentemente Annihilus ha scoperto che l'universo della Terra stava in qualche maniera invadendo il suo regno, come per esempio la costruzione di una prigione per super-umani nella Zona Negativa. Nel tentativo di impedire un altro crollo dei propri domini Annihilus formò un'armata per invadere l'universo avversario, in forma di una “Onda Annihilation” distruggendo molte galassie tra cui quella Skrull e Kree. Riuscendo a impadronirsi dei bracciali cosmici di Quasar e volendo per sé il potere di Galactus, per poco non riuscì a conquistare anche il pianeta Terra, dove nel frattempo era scoppiata una guerra civile tra supereroi. Solo lo sforzo combinato di diversi eroi tra cui Nova, il Super-Skrull, Drax il distruttore, Ronan l'accusatore e Gamora riuscì a fermarlo. Durante la battaglia finale Nova uccise Annihilus ma anche in quest'occasione un nuovo clone si era formato dai resti del precedente corpo.

### Annihilation
Annihilus è l'antagonista della maxi saga Annihilation. Attraverso il passaggio creato da Tony Stark, Henry Pym e Reed Richards per imprigionare gli eroi ribelli nella Zona Negativa, Annihilus e il suo esercito raggiungono l'Universo Marvel e si preparano a distruggerlo. I servitori di Annihilus sono ora molto più forti e temibili, perché si è aggiunto il Famelico e le sue truppe, che possiedono la Forza Opposta, che è la versione del Potere Cosmico nella Zona Negativa. L'obbiettivo di Annihilus è di impadronirsi del Potere Cosmico e regnare così su tutto il creato. Ad Annihilus si uniscono anche Thanos e due Antichi Preamboli assetati di vendetta contro Galactus: Aegis e Tenebroso. Grazie a questi nuovi e potentissimi servi, Annihilus riesce a sconfiggere Galactus e i suoi araldi e a imprigionare Silver Surfer e il Divoratore di Mondi stesso. Nel frattempo, l'esercito di Annihilus, denominato Onda Annihilation, fa strage di tutto ciò che incontra, distruggendo intere galassie e sistemi solari e sterminando razze dopo razze (tra le vittime dell'Onda Annihilation gli Skrull e i Kree). La vittoria sembra ormai della Morte che Cammina, ma tutto si capovolge quando Thanos tradisce Annihilus, perché scopre i suoi veri piani (grazie a Dragoluna): Annihilus vuole che Universo Marvel e Zona Negativa si distruggano a vicenda, in modo da restare l'unico essere esistente e dominare così sul nulla. Drax e Dragoluna liberano Silver Surfer che a sua volta libera Galactus. Infuriato, il Divoratore di Mondi distrugge tutta l'Onda Annihilation con un colpo solo. Annihilus scampa alla furia di Galactus grazie alle bande quantiche di Quasar, ma dopo che esse gli vengono sottratte viene ucciso da Nova, unico superstite dei Nova Corps. Tuttavia, pare che Annihilus sia rinato attraverso un nuovo corpo nato da una delle mogli di Annihilus.

### War of Kings
Durante il conflitto fra l'impero dei Kree e quello degli Shi'ar, la Zona Negativa venne invasa da DarkHawk e Talon. Scoprono che il neonato Annihilus e la barra del controllo cosmico sono nelle mani di Catastrophus, un sovrano minore della Zona Negativa che stava usando la barra per bloccare la crescita di Annihilus e per poter prolungare il proprio dominio. Talon uccise Catastrophus e prese la barra per poi chiedere ad Annihilus di ricordarsi che gli ha risparmiato la vita.

### Ritorno
Durante un'altra incursione dei Fantastici Quattro nella Zona Negativa, Johnny Storm scopre che Annihilus e la sua armata si sono rimessi in sesto, ma sono impegnati contro le forze di Blastaar. Il conflitto venne inasprito dall'intervento degli Inumani.
Johnny Storm si sacrifica per impredire all'esercito di Annihilus di uscire dalla Zona Negativa. Successivamente, Reed Richards minacciò Annihilus con il Supremo Nullificatore. Annihilus restituì la tuta di Johnny a Reed.

## Poteri e abilità
Annihilus possiede un esoscheletro che gli dona una forza super-umana, gli permette di resistere agli attacchi e anche di respirare nel vuoto dello spazio. Annihilus si è costruito una barra del controllo cosmico che gli permette di maneggiare delle energie cosmiche e usarle a suo piacimento, come per esempio rallentare l'invecchiamento del suo corpo e aumentare la sua forza fisica. Quando viene ucciso Annihilus produce dei cloni in stato larvale che possiedono tutti i suoi ricordi antecedenti. Nelle sue missioni di conquista Annihilus utilizza anche dei Scavengers, insettoidi di forma umanoide.
Annihilus è anche il comandante dell'Orda Annihilation, una vasta flotta di creature e astronavi dall'aspetto insettoide simili ai Tiranidi.

## Versione Ultimate
Ha fatto la sua comparsa anche nell'universo Ultimate, dove si chiama Nihil ed è originario della Zona N.
Qui cerca di conquistare la Terra dopo aver visto che il pianeta è molto più giovane del suo. Il suo esercito viene però sconfitto dagli Ultimate Fantastic Four a Las Vegas e lo stesso Nihil si uccide per errore sparandosi in testa.
Grazie alla sua barra di controllo cosmico il suo invecchiamento è ritardato e gli conferisce una forza sovrumana. Inoltre è in grado di volare e di sparare raggi di energia.

## Altri media

### Televisione
Annihilus compare in:
- L'Uomo Ragno e i suoi fantastici amici
- I Fantastici Quattro
- I Fantastici Quattro
- Super Hero Squad Show
- Marvel Super Heroes: Waht The--?!
- Avengers - I più potenti eroi della Terra
- Ultimate Spider-Man
- Hulk e gli agenti S.M.A.S.H.

### Videogiochi
Annihilus compare in:
- I Fantastici 4
- Marvel: La Grande Alleanza
- Marvel Super Hero Squad: The Infinity Gauntlet
- Marvel Super Hero Squad Online
- Marvel vs. Capcom 3: Fate of Two Worlds
- Marvel: Avengers Alliance
- Marvel Puzzle Quest
- Marvel: Sfida dei campioni
- Marvel: La Grande Alleanza 3: L'Ordine Nero